# روايات صدام حسين

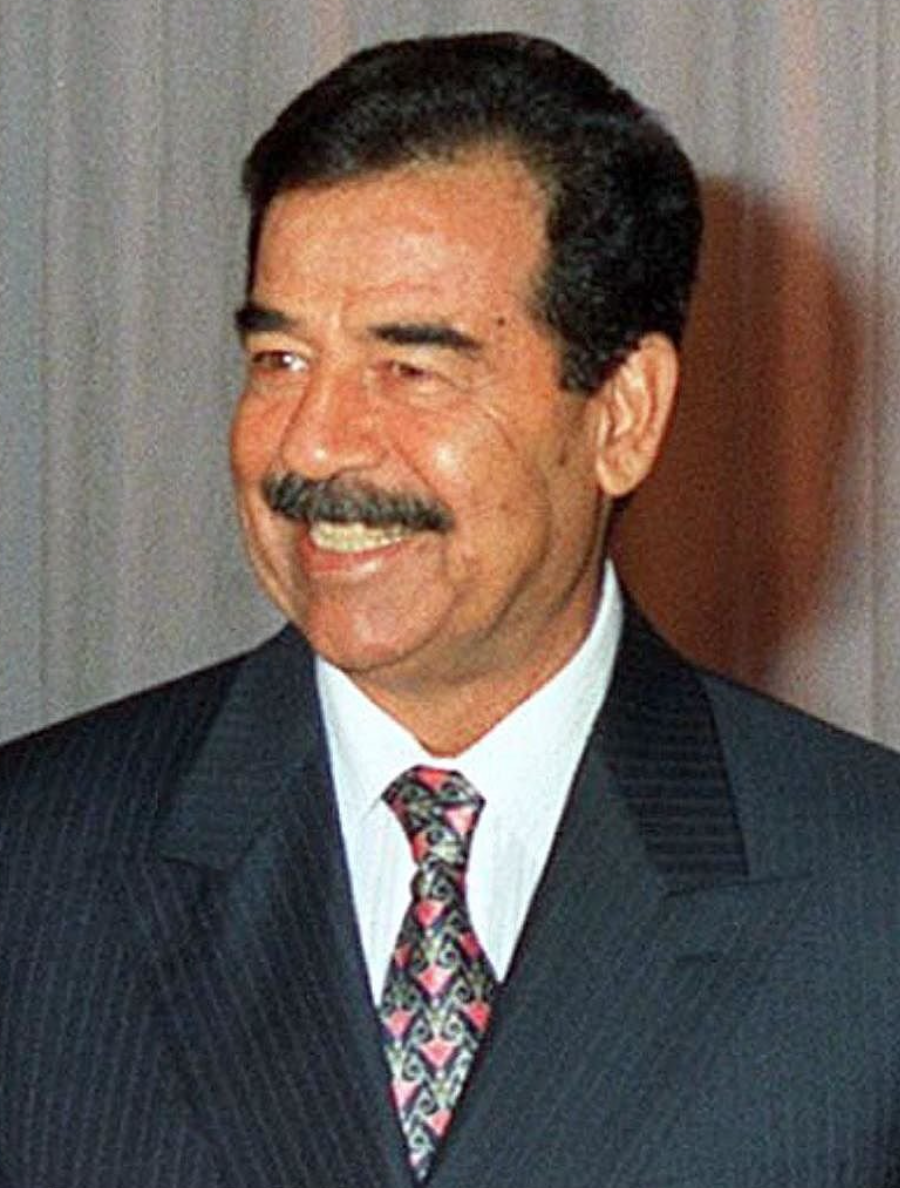
صوره لرئيس جمهورية العراق السابق صدام حسين

روايات صدام حسين ألّف صدام حسين، رئيس جمهورية العراق السابق، 4 روايات وعدداً من القصائد. ونشرت معظم مؤلفاته تحت اسم مستعار.

## زبيبة والملك
زبيبة والملك، رواية من تأليف صدام حسين، تحرير روبرت لورنس، نشرت في أيار (مايو) 2004، منشورات Virtualbookworm.com تحت رقم ISBN 1-58939-585-9، وتقع في 204 صفحات.
زبيبة والملك، رواية تعود لعام 2000، تعتقد وكالة المخابرات المركزية أن مؤلفها هو صدام حسين بمساعدة بعض الكتاب الخفيين.  أما حبكة الرواية فهي عبارة عن قصة حب عن حاكم قوي حكم عبر تاريخ العراق وفتاة جميلة من عامة الشعب تدعى زبيبة. أما زوج زبيبة فهو رجل قاسٍ وغير محب كان قد اغتصبها. تقع الأحداث في القرن السابع أو القرن الثامن في تكريت وهي مسقط رأس صدام حسين. وقد كانت اقتبست هوليوود فيلماً عن هذه الرواية كان بطله ساشا بارون كوهين لكن تبيّن لاحقاً أن هذا الأمر غير صحيح.

## القلعة الحصينة
القلعة الحصينة، رواية تقع في 713 صفحة، نُشرت عام 2001. تتعلق القصة بزفاف بطل عراقي مؤجل، ممن شاركوا في الحرب ضد إيران، على فتاة كردية.
تتضمن الرواية ثلاث شخصيات: الأخوين صباح ومحمود وهما ينتميان لمنطقة ريفية تقع على الضفة الغربية لنهر دجلة، وينحدران من عائلة من المزارعين. والشخصية الثالثة امرأة شابة تدعى شاترين من مدينة السليمانية. ينتسب الثلاثة لنفس الجامعة في بغداد.
صباح هو بطل حرب شارك في معركة القادسية (حرب الخليج الأولى) وجرح فيها بساقه وأخذ أسير حرب في إيران، ومنها يتمكن من الفرار مع عدد من الأصدقاء.
تكمن قوة «القلعة الحصينة» (والتي ترمز للعراق) في وحدتها. وعلى الرغم من مقترحات تقسيم الممتلكات، ترفض والدة البطل. وتشير إلى أن هذا أمر لا يمكن شراؤه بالمال، «فقط أولئك الذين يمنحونها دمائهم ويذودون عنها هم أصحابها الشرعيون»

## رجال ومدينة
تتعلق رواية «الرجال والمدينة» بظهور حزب البعث العربي الاشتراكي (العراق) في تكريت.

## اخرج منها يا ملعون
اخرج منها أيها الملعون، هي رواية صدام حسين الرابعة والأخيرة، ويعتقد بأنه أنهاها قبل يوم من غزو القوات الأمريكية. تصف الرواية "من خلال استعارات من الكتاب المقدس، مؤامرة صهيونية مسيحية ضد العرب والمسلمين. يحبط الجيش العربي في نهاية المطاف المؤامرة بعد تمكّنهم من غزو أرض العدو وتدمير اثنين من أبراجهم الضخمة، في إشارة إلى أحداث 11 سبتمبر 2001. من شخصيات الرواية الراوي إبراهيم وقد اختير هذا الاسم لأنه معروف في الديانات اليهودية والمسيحية والإسلام، وأحفاده وثلاث أبناء عم هم حزقيال (يمثل اليهود) ويوسف (يمثل المسيحيين) ومحمود (يمثل المسلمين).
نشر الكتاب في طوكيو من قبل دار النشر اليابانية «توكوما شوتين للنشر» عام 2006 بعنوان «رقصة الشيطان». بيع منها حوالي 8 آلاف نسخة.
ترجم هذه الرواية إلى اللغة التركية همام خليل البلوي.
حاولت رغد صدام حسين نشر الرواية في الأردن، وكان الهدف طباعة 100 ألف نسخة، لكن الحكومة منعت نشرها. ويشار إلى أن هذه الرواية لم تترجم أو تنشر بلغات أخرى.

## ألاميرة والنهر تاليف الماتب جورج بالمر وليس صدام حسين ،والمؤلف مشهور
اجتمع صدام مع أدباء عراقيين، وأوصاهم بصنع أفلام من التراث العراقي القديم، وروى لهم قصة «الأميرة والنهر» لتكون مثالًا لنوعية الأعمال، ثم كتبت الرواية وكُلِّفَ فيصل الياسري بإخراجها، فجعلها فلماً كارتونيًا طويلا.

## روابط خارجية
- Zabibah and the King cover art
- رواية زبيبة والملك على موقع أمازون
- متجر الكتب الإلكتروني: زبيبة والملك
- رواية زبيبة والملك. نشرت بدارالنشر هدنه 2019 © ; 264ص
- رواية أخـرج منها يا ملعــون. نشرت بدارالنشر هدنه 2020 © ; 301ص
- Zabiba et le Roi Éditions Hedna 2020 ©